# Lúcio Múmio Níger Quinto Valério Vegeto
Lúcio Múmio Níger Quinto Valério Vegeto (em latim: Lucius Mummius Niger Quintus Valerius Vegetus) foi um senador romano nomeado cônsul sufecto para o nundínio de abril a junho de 112 com Cneu Pinário Cornélio Severo.